# Odontaspis
Odontaspis es un género de elasmobranquios Lamniformes de la familia Odontaspididae .

## Especies
Incluye un total de 2 especies descritas:
- Odontaspis ferox (Risso, 1810) (solrayo)[3]
- Odontaspis noronhai (Maul, 1955) (solrayo ojigrande)[4]